# Čelikovići
Čelikovići is een plaats in de gemeente Sibinj in de Kroatische provincie Brod-Posavina. De plaats telt 95 inwoners (2001).